# Голядкина, Марина Сергеевна
Марина Сергеевна Голядкина (род. 13 июня 1997, Донецк) — российская спортсменка, выступающая в синхронном плавании, Олимпийская чемпионка в групповых упражнениях (Токио-2020), 5-кратная чемпионка Европы, 5-кратная чемпионка мира, Заслуженный мастер спорта России.

## Карьера
Родилась в Донецке.
До 2015 года выступала за сборную команду Украины — бронзовый призёр чемпионата мира (2013), а также за иностранные спортивные клубы за рубежом: чемпионка Венгрии (2015), чемпионка и бронзовый призёр чемпионата Бразилии (2013, 2012), серебряный призёр чемпионата Франции (2012).
В 2015 году получила российское гражданство. Выступает за физкультурно-спортивное объединение «Юность Москвы»: чемпионка России (2015, 2017), серебряный призёр чемпионата России (2015). В сборной команде России с 2015 года: чемпионка мира (2017, 2019), чемпионка Европы (2016, 2018).
Живёт в Москве. Студент Московской государственной академии физической культуры.

## Общественная позиция
В 2022 году поддержала нападение России на Украину.

## Награды и звания
- Мастер спорта Украины международного класса[7]
- Мастер спорта России международного класса (2016)[8]
- Заслуженный мастер спорта России (2019)
- Орден Дружбы (11 августа 2021 года) — за большой вклад в развитие отечественного спорта, высокие спортивные достижения, волю к победе, стойкость и целеустремлённость, проявленные на Играх XXXII Олимпиады 2020 года в городе Токио (Япония)[9].